# 松阪肉牛共進会
松阪肉牛共進会（まつさかにくうしきょうしんかい）とは、農家が育てた牛の品質を競う、特産松阪牛の品評会である。

## 概要
- 1949年（昭和24年）に当時の三重県飯南郡花岡町大黒田（現在の松阪市大黒田町）の家畜市場で第1回が開催されて以降、毎年行われている。毎年10月下旬に予選会が開催され、三重県畜産研究所職員らが審査を行う[1]。予選の結果は後日農家に通知され[1]、通過した優秀な牛が11月末に開催される本選会に出場するようになっている。
  - 2019年（令和元年）の予選会には40農家が93頭を出品した[1]。
- 松阪市、関係市町、関係農協、家畜商業協同組合の共催で行なわれている。
- 過去の最高価格は、第53回（2002年）の「よしとよ」号を津市の業者・朝日屋が5,000万円という高値で落札したのが最高である。
- 授業の一環で松阪牛を肥育する三重県立相可高等学校生産経済科の生徒も農家に交じって育てた牛を出品している[1]。